# モンタギュー島

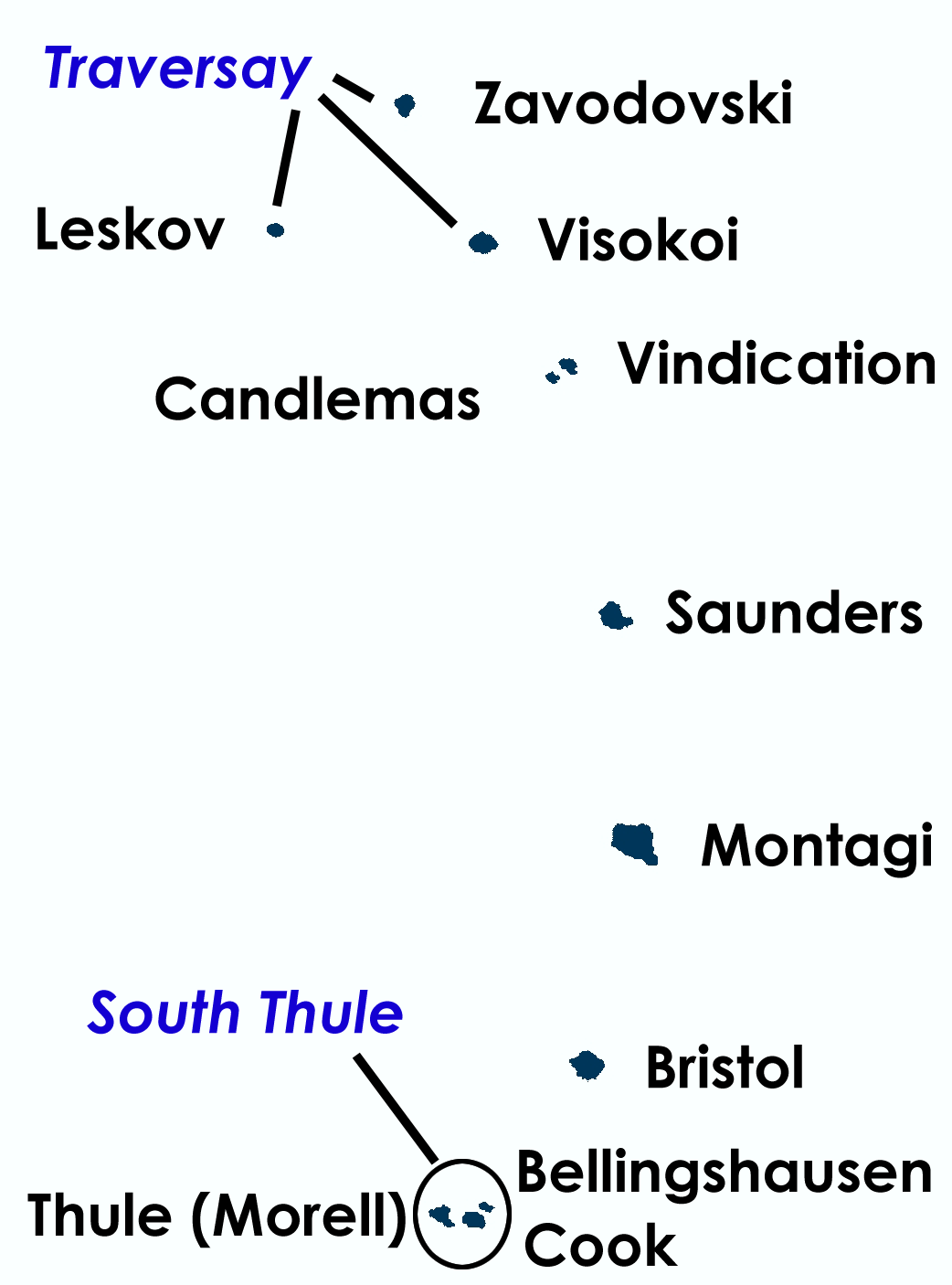
サウスサンドウィッチ諸島

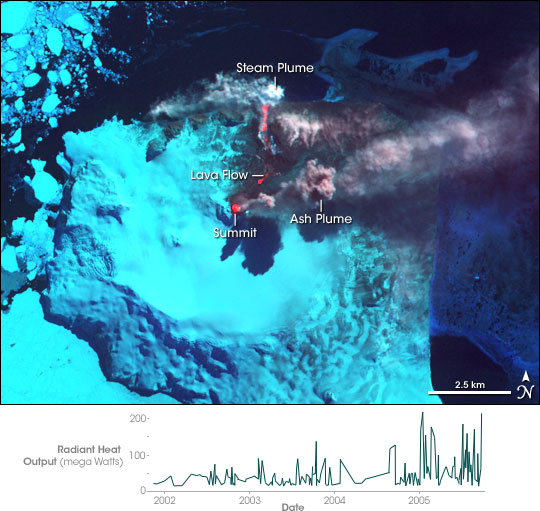
2005年の噴火の様子

モンタギュー島（英語: Montagu Island）は、サウスサンドウィッチ諸島の島で、同諸島最大の島である。イギリス領サウスジョージア・サウスサンドウィッチ諸島に属している。無人島。最高点は1,370 m（ベリンダ山）。2001年から2007年にかけて噴火した。